# Gaspar da Madre de Deus
Gaspar Teixeira de Azevedo, melhor conhecido como Frei Gaspar da Madre de Deus (São Vicente, 9 de fevereiro de 1715 - Santos, 28 de janeiro de 1800), foi um religioso da Ordem de São Bento e historiador brasileiro.

## Biografia
Nasceu na Fazenda Sannta'Ana, em São Vicente. Era filho de Domingos Teixeira de Azevedo, coronel do Regimento de Ordenanças de Santos e São Vicente, provedor da Real Casa de Fundição de Paranaguá, e neto de Gaspar Teixeira de Azevedo, antigo capitão-mor da Capitania de São Vicente (1697-1699) e provedor dos reais quintos do ouro, e de Amador Bueno. Pertencia portanto às mais antigas famílias de povoadores vicentinos, sendo os seus pais proprietários de terras de cultivo de cana-de-açúcar e de arroz. Foi o segundo de seis irmãos. Tendo ficado órfão de pai, que faleceu ainda jovem, foi criado por sua mãe, Ana de Siqueira e Mendonça. Dois de seus irmãos também seguiram a carreira eclesiástica e as suas duas irmãs se tornaram freiras no Convento de Nossa Senhora da Conceição, no Rio de Janeiro.
Estudou no Colégio da Companhia de Deus, em Santos. Em 1731, aos 16 anos de idade, apresentou-se como postulante ao noviciado na Ordem de São Bento, onde passou a ser chamado de Gaspar da Madre de Deus. Também foi noviço na Bahia, onde estudou Filosofia, História e Teologia. À época de sua ordenação (15 de agosto de 1732), já era considerado figura de destaque na própria Ordem. Transferiu-se para o Mosteiro de São Bento na cidade do Rio de Janeiro, onde continuou a ser discípulo do professor doutor frei Antônio de São Bernardo.
Afonso d'Escragnolle Taunay refere-se a uma viagem feita por Frei Gaspar a Portugal, sendo louvado e elogiado numa informação encontrada no prefácio do seu Curso de Filosofia', cujos manuscritos foram encontrados em 1919, na Abadia de São Paulo. Regressando do reino, "fez tão grandes progressos nos estudos de Filosofia e Teologia, escreve Pedro Taques, que se constituiu digno para lhe darem a cadeira de mestre no mosteiro da cidade do Rio de Janeiro".
Em 1746 foi incumbido pelo Provincial da Ordem de defender os direitos do Mosteiro de Santos e a posse do Santuário de Nossa Senhora do Monte Serrat (padroeira de Santos), contestada pelos religiosos da Ordem do Carmo. Para tal fim redigiu a "Dissertação e Explicações", nas quais revelou profundo conhecimento da história da Capitania.
Registrou as suas notas das aulas de Filosofia em um manuscrito em latim, em dois tomos, intitulado "Philosophia platonica seu rationalem, naturalem et transnaturalem philosophiam sive logicam, physicam et metaphysicam" (1748). No primeiro tomo faz referências a Duns Scot e a Francis Bacon, o que demonstra que o religioso estava a par das críticas à escolástica. No segundo tomo estuda a matéria e as causas consoante a concepção aristotélica do saber.
Em 18 de maio de 1749 defendeu teses de Teologia e História, recebendo o doutorado. Em 1751 foi eleito abade de São Paulo, pelo Capítulo geral da Ordem, cargo que declinou uma vez que não desejava sair do Rio de Janeiro. Na Bahia foi eleito para a "Academia Brasílica dos Renascidos", tornando-se o seu membro número 40 (1759).
Em 1762, tendo sido eleito Frei Antônio de São Bernardo para o lugar de abade do Rio de Janeiro, declinou da honra, em favor de Frei Gaspar da Madre de Deus, que então aceitou o encargo, assumindo em 2 de outubro de 1763. Já eram notáveis, nesse tempo, as suas qualidades de orador sacro, pois são citados os sermões que pregou por ocasião do casamento de Maria I de Portugal e do nascimento do príncipe da Beira. Até 1766, durante a sua permanência na Abadia do Rio de Janeiro, fez grandes melhoramentos materiais no edifício do Mosteiro, introduziu modificações no ritual e reorganizou a biblioteca e o arquivo do convento, enriquecendo-os com a magnífica livraria do abade Pena e com preciosos códices e manuscritos.
A 9 de fevereiro de 1766, tomou posse do cargo de abade provincial da Ordem no Brasil, que exerceu até 1769. Em 1769 recusou várias honrarias, tendo se recolhido ao Mosteiro de Santos, encerrando, assim, a sua carreira na administração monástica, para se dedicar com tranquilidade, aos estudos de sua predileção. Ali assumiu o cargo de Comissário Geral Visitador dos Mosteiros da Capitania. Nesse período declinou do convite para assumir a Mitra Madeirense. Em 1780 retornou ao Rio de Janeiro como mestre de noviços. Depois de algum tempo voltou para Santos, onde veio a falecer em 1800.

## Obra
Durante a sua permanência no mosteiro de Santos dedicou-se às investigações históricas, gastando o dia "em visitar os arquivos, a coordenar a enorme mésse de documentos trazidos do Rio de Janeiro e da Baía, a traduzilos e comenta-los". Pesquisou ainda os arquivos e cartórios de São Sebastião, Itanhaém, Iguape, Cananéia e São Paulo, a fim de compor as suas obras históricas.
Taunay relata que a íntima amizade que ligou Frei Gaspar ao seu primo Pedro Taques de Almeida Paes Leme data dessa época. Foi, durante o infortúnio do grande linhagista, a sua consolação diária e o incentivo para a continuação da sua obra grandiosa. Após a morte do genealogista em 1777, procurou sempre Frei Gaspar por em destaque os conhecimentos e a probidade do autor da Nobiliarquia. "E a este culto à memória de Pedro Taques", registra Taunay, "se deve em grande parte, certamente, a conservação do que resta da Nobiliarquia Paulistana e das demais obras do cronista das bandeiras".
Nos anos finais de sua vida, Frei Gaspar trabalhou ativamente na composição de sua obra histórica. Em julho de 1784 concluiu a sua "Notícia dos anos em que se descobriu o Brasil", cuja referência ao testamento de João Ramalho provocaria, já nos tempos da Independência do Brasil, forte campanha oposicionista por Cândido Mendes de Almeida e outros, repreendidos mais tarde, principalmente, por Taunay.
Em 1793 já havia concluído os três volumes das "Memórias para a História da Capitania de São Vicente", que viriam a público em 1797 pela Academia Real das Ciências de Lisboa, da qual era sócio correspondente, e os seus escritos sobre as minas de São Paulo e a expulsão dos jesuitas do colégio de Piratininga. Nessa obra analisa criticamente e se apoia nos escritos de Charlevoix ("História do Paraguai"), Frei Francisco de Santa Maria ("Ano Histórico"), Pero de Magalhães Gandavo ("História da Província Santa Cruz"), Frei Jaboatão ("Crônica da Província de Santo Antônio do Brasil"), Pedro Taques ("Nobiliarquia..."), Rocha Pita ("História da América Portuguesa"), Simão de Vasconcelos, entre outros.
Além dessa, Frei Gaspar também escreveu:
- Notícias dos anos em que se descobriu o Brasil
- Dissertação e Explicações
- Extrato Genealógico
- Memórias da História da Capitania de São Vicente, e muitas outras, entre as quais se destaca Fundação da Capitania de São Vicente
- Memórias para a História da Capitania de São Vicente, hoje chamada de São Paulo